# Tha Carter III
Tha Carter III je šesté studiové album amerického rappera Lil Waynea. Bylo vydáno 10. června 2008 společnostmi Cash Money Records a Universal Motown. I díky number-one hitu "Lollipop" se v USA prodalo 3,6 milionu kusů alba. Také bylo oceněno třemi cenami Grammy.

## O albu
Jedná se o třetí díl série Tha Carter, kterému předcházely dvě alba vydaná v letech 2004 a 2005. V průběhu roku 2007 většina písní z původní verze alba byla ilegálně zveřejněna na internetu, Lil Wayne z nich poté složil EP The Leak a začal nahrávat nové album.
Na hudbě alba se podíleli producenti The Alchemist, Bangladesh, Cool & Dre, Andrews "Drew" Correa, David Banner, Deezle, D. Smith, DJ Infamous, Jim Jonsin, Kanye West, Maestro, Play-N-Skillz, Robin Thicke, Rodnae, Swizz Beatz a StreetRunner.
Přizvanými umělci byli Fabolous, T-Pain, Brisco, Bobby V, Babyface, Betty Wright, Static Major, Robin Thicke, Kidd Kidd, Jay-Z, Juelz Santana a Busta Rhymes.

### Singly
Prvním singlem byla píseň "Lollipop" (ft. Static Major), který se vyšplhal na 1. příčku žebříčku Billboard Hot 100, a to jako Wayneův první. V USA se ho prodalo přes pět milionu kusů. Úspěch zaznamenal i mezinárodně.
Druhý singl, píseň "A Milli", obsadila 6. příčku v USA a získala certifikaci 2x platinový singl od společnosti RIAA.
Třetí singl "Got Money" (ft. T-Pain) se umístil na 10. příčce a také obdržel certifikaci 2x platinový singl.
Poslední singl "Mrs. Officer" (ft. Bobby V a Kidd Kidd) se umístil na 16. příčce a obdržel certifikaci platinový singl.
Mimo singly se v americkém žebříčku umístily i písně "You Ain't Got Nuthin" (81. příčka) a "Mr. Carter" (62. příčka).

## Po vydání
Dne 30. května 2008 album uniklo na internet. Začalo se prodávat 10. června. O první týden se v USA prodalo 1 005 000 kusů, tím album debutovalo na první příčce žebříčku Billboard 200. Do konce roku 2008 se prodalo 2,8 milionu kusů, tím se stalo nejlépe se prodávaným albem roku. Celkem se v USA prodalo 3,6 milionu kusů, a tím získalo certifikaci 3x platinová deska, jako Wayneovo nejúspěšnější album.
Roku 2009 bylo oceněno cenami Grammy za nejlepší rapové album, nejlepší rapovou píseň ("Lollipop") a nejlepší rapový počin ("A Milli").

## Seznam skladeb
| Pořadí | Název                                               | Hudba                    | Délka |
| ------ | --------------------------------------------------- | ------------------------ | ----- |
| 1.     | 3 Peat                                              | Maestro                  | 3:19  |
| 2.     | Mr. Carter (ft. Jay-Z)                              | DJ Infamous, Drew Correa | 5:16  |
| 3.     | A Milli                                             | Bangladesh               | 3:41  |
| 4.     | Got Money (ft. T-Pain)                              | Play-N-Skillz            | 4:04  |
| 5.     | Comfortable (ft. Babyface)                          | Kanye West               | 4:25  |
| 6.     | Dr. Carter                                          | Swizz Beatz              | 4:24  |
| 7.     | Phone Home                                          | Cool & Dre               | 3:11  |
| 8.     | Tie My Hands (ft. Robin Thicke)                     | Robin Thicke             | 5:19  |
| 9.     | Mrs. Officer (ft. Bobby V)                          | Deezle                   | 4:47  |
| 10.    | Let the Beat Build                                  | Kanye West, Deezle       | 5:09  |
| 11.    | Shoot Me Down (ft. D. Smith)                        | D. Smith                 | 4:29  |
| 12.    | Lollipop (ft. Static Major)                         | Jim Jonsin, Deezle       | 5:42  |
| 13.    | La La (ft. Brisco & Busta Rhymes)                   | David Banner             | 4:21  |
| 14.    | Playing with Fire (ft. Betty Wright)                | StreetRunner             | 4:21  |
| 15.    | You Ain't Got Nuthin (ft. Juelz Santana & Fabolous) | The Alchemist, Deezle    | 5:27  |
| 16.    | Dontgetit                                           | Rodnae                   | 9:52  |

| Deluxe Edition | Deluxe Edition     | Deluxe Edition | Deluxe Edition |
| Pořadí         | Název              | Hudba          | Délka          |
| -------------- | ------------------ | -------------- | -------------- |
| 17.            | I'm Me             | DJ Nasty & LVM | 4:55           |
| 18.            | Gossip             | StreetRunner   | 3:25           |
| 19.            | Kush               | Maestro        | 3:42           |
| 20.            | Love Me or Hate Me | GX             | 4:00           |
| 21.            | Talkin' About It   | Infamous       | 3:31           |

## Mezinárodní žebříčky
| Země                     | Umístění |
| ------------------------ | -------- |
| Austrálie                | 47       |
| Kanada                   | 1        |
| UK Albums Chart          | 23       |
| US Billboard 200         | 1        |
| US Billboard R&B/Hip-Hop | 1        |
| US Billboard Rap         | 1        |